# 埃基蒂州
埃基蒂州（英文：Ekiti State）是奈及利亞36州之一，首府阿多埃基蒂。該州位於奈及利亞西南部，成立於1996年10月1日。該地曾經是一個獨立國家，後來被英國征服，併入奈及利亞。